# الساندرو زانلاتی
الساندرو زانلاتی (انگلیسی: Alessandro Zanellati؛ زادهٔ ۲۳ سپتامبر ۱۹۹۹) بازیکن فوتبال است.